# Jim Allister
James Hugh Allister, detto Jim (Crossgar, 2 aprile 1953), è un politico nordirlandese e leader del partito nordirlandese Traditional Unionist Voice dal 2007.

## Biografia
Jim Allister ha studiato giurisprudenza alla Queen's University Belfast. Ha esercitato la professione di avvocato presso l'Ordine degli Avvocati dell'Irlanda del Nord dal 1976, specializzandosi in diritto penale. È diventato Queen's Counsel (QC) nel 2001. È stato attivo nel Partito Unionista Democratico per molti anni. Ha ricoperto la carica di membro dell'Assemblea dell'Irlanda del Nord dal 1982 al 1986. 
Nelle elezioni del 2004 è stato eletto al Parlamento europeo per la VI legislatura a nome del DUP. Ha ricoperto la carica di europarlamentare per il gruppo Non iscritti e ha lavorato nella Commissione per gli affari costituzionali e nella Commissione per la pesca.
Nel 2007, lasciò il suo precedente partito per fondare un nuovo partito chiamato Traditional Unionist Voice. Nel 2009, non fu rieletto alle elezioni europee. Nel 2011, fu eletto al Parlamento dell'Irlanda del Nord. Nel 2016, 2017 e 2022, mantenne il suo seggio. Nel 2024, fu eletto alla Camera dei comuni.